# Huddig
Huddig Aktiebolag är ett svenskt verkstadsindustriföretag som tillverkar anläggningsmaskiner, specifikt grävlastare. Företaget grundades 1959 och företagets huvudkontor finns i Hudiksvall i Hälsingland.
1983 lanserade Huddig sin första grävlastare med ramstyrning.

## Galleri

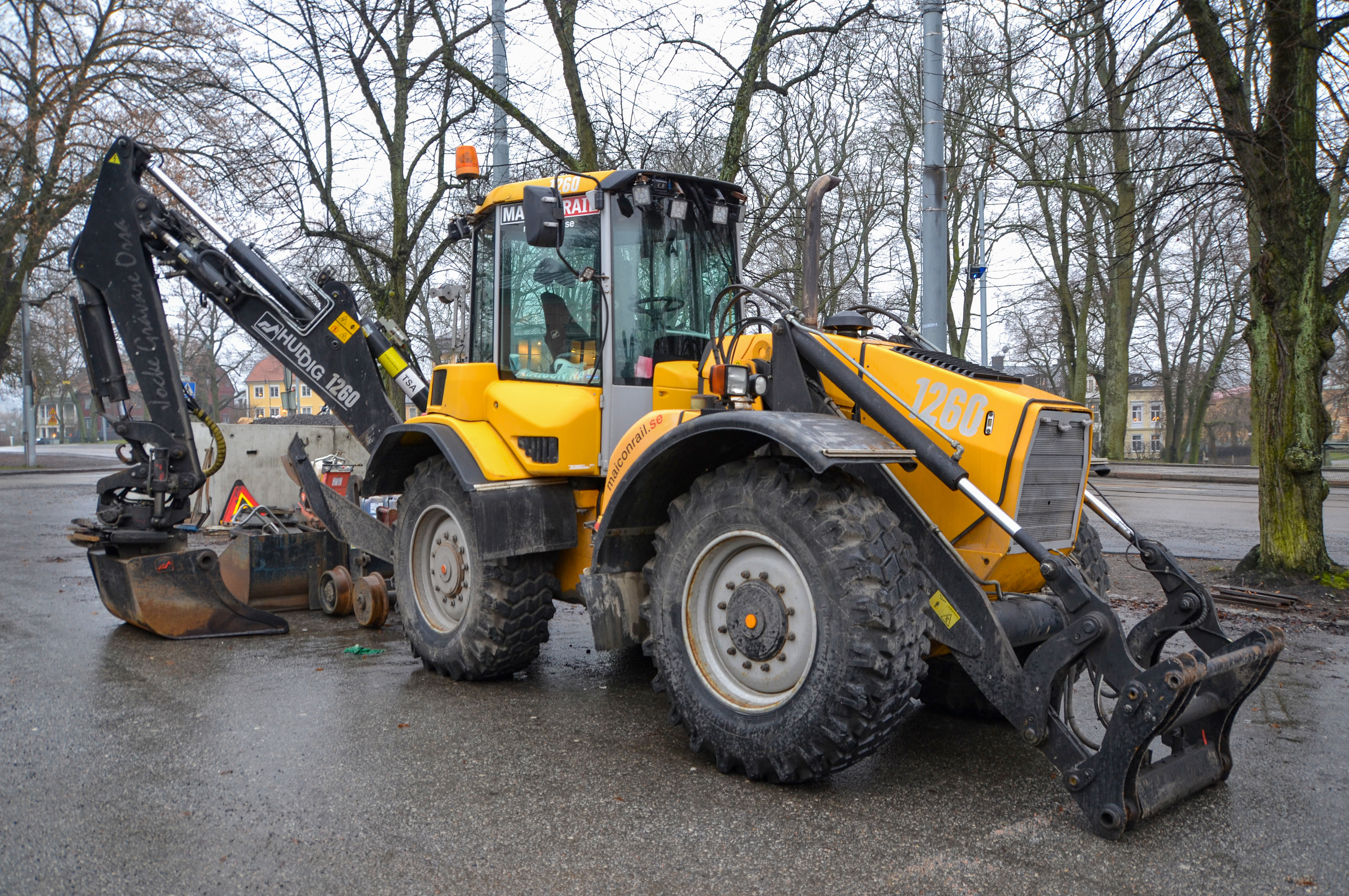
En Huddig 1260
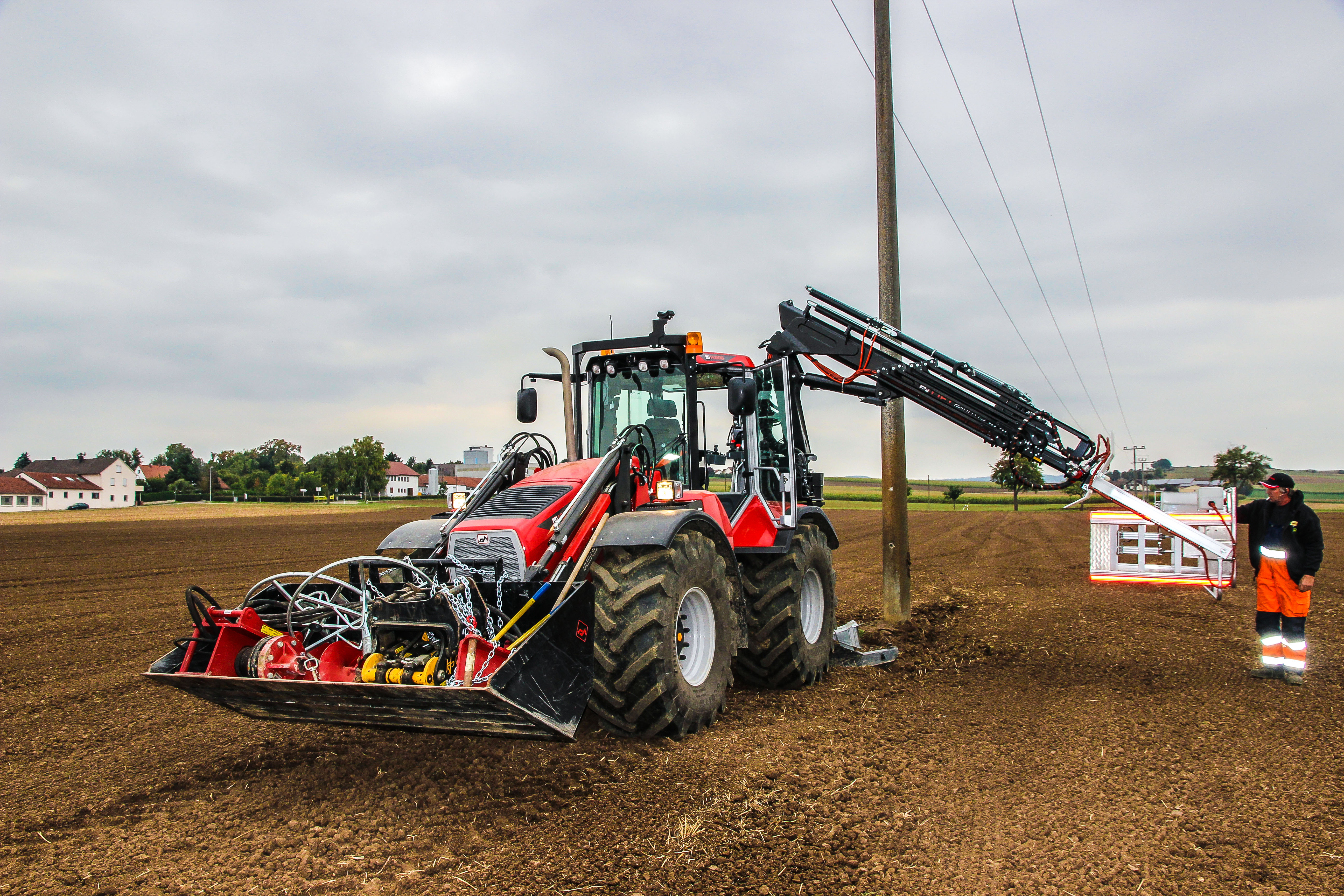
En Huddig 1260C utrustad med lyftkorg.
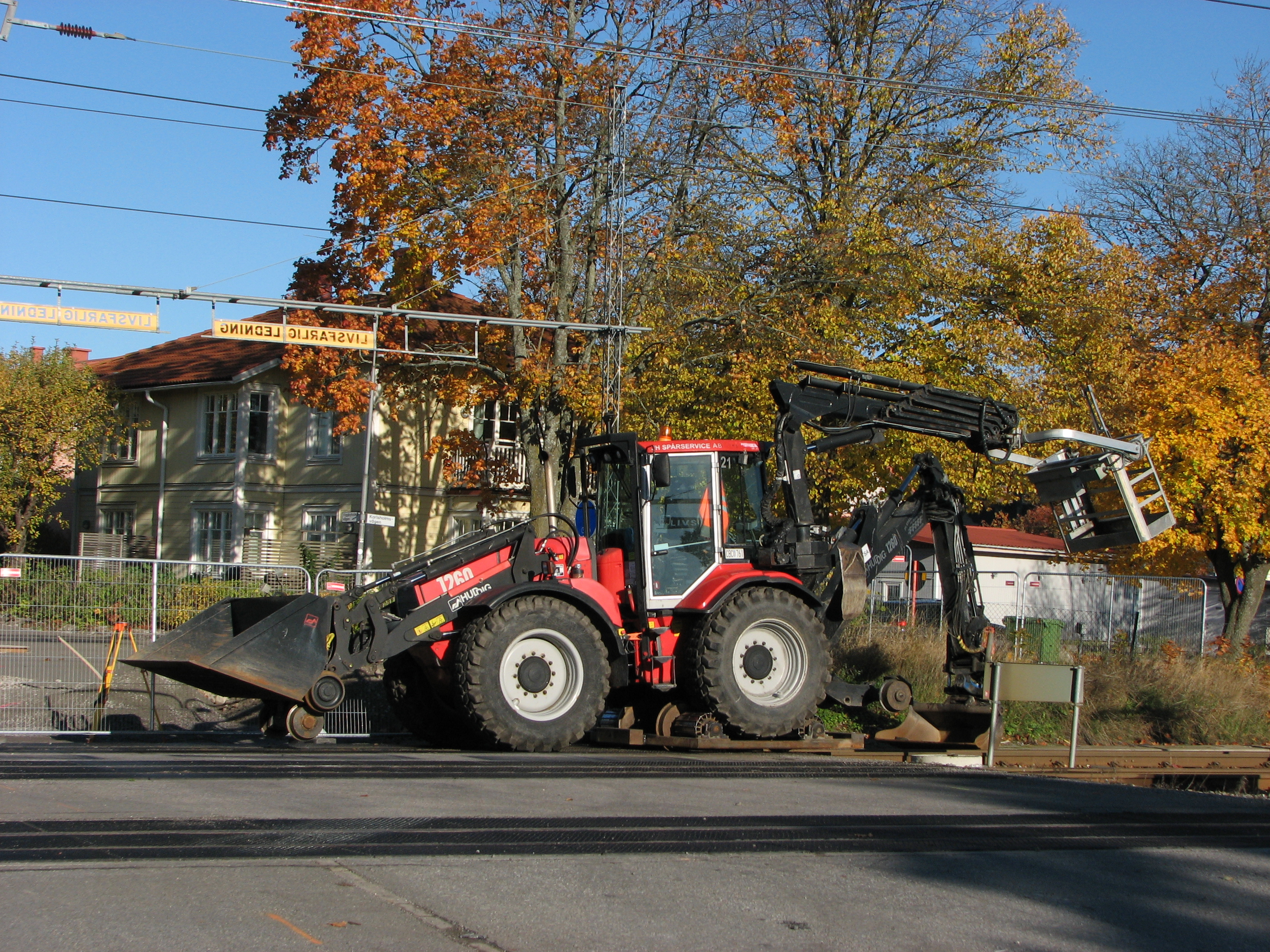
En Huddig 1260B som rälsbil för arbete på järnvägsspår.